# Park Narodowy Huerquehue
Park Narodowy Huerquehue (hiszp. Parque nacional Huerquehue) – park narodowy w Chile położony w regionie Araukania, w prowincji Cautín (gminy Cunco i Pucón). Został utworzony 6 września 1967 roku. Zajmuje obszar 125 km². Od 1983 roku wraz z Parkiem Narodowym Conguillío i Parkiem Narodowym Tolhuaca jest częścią rezerwatu biosfery UNESCO o nazwie „Araukarias”.

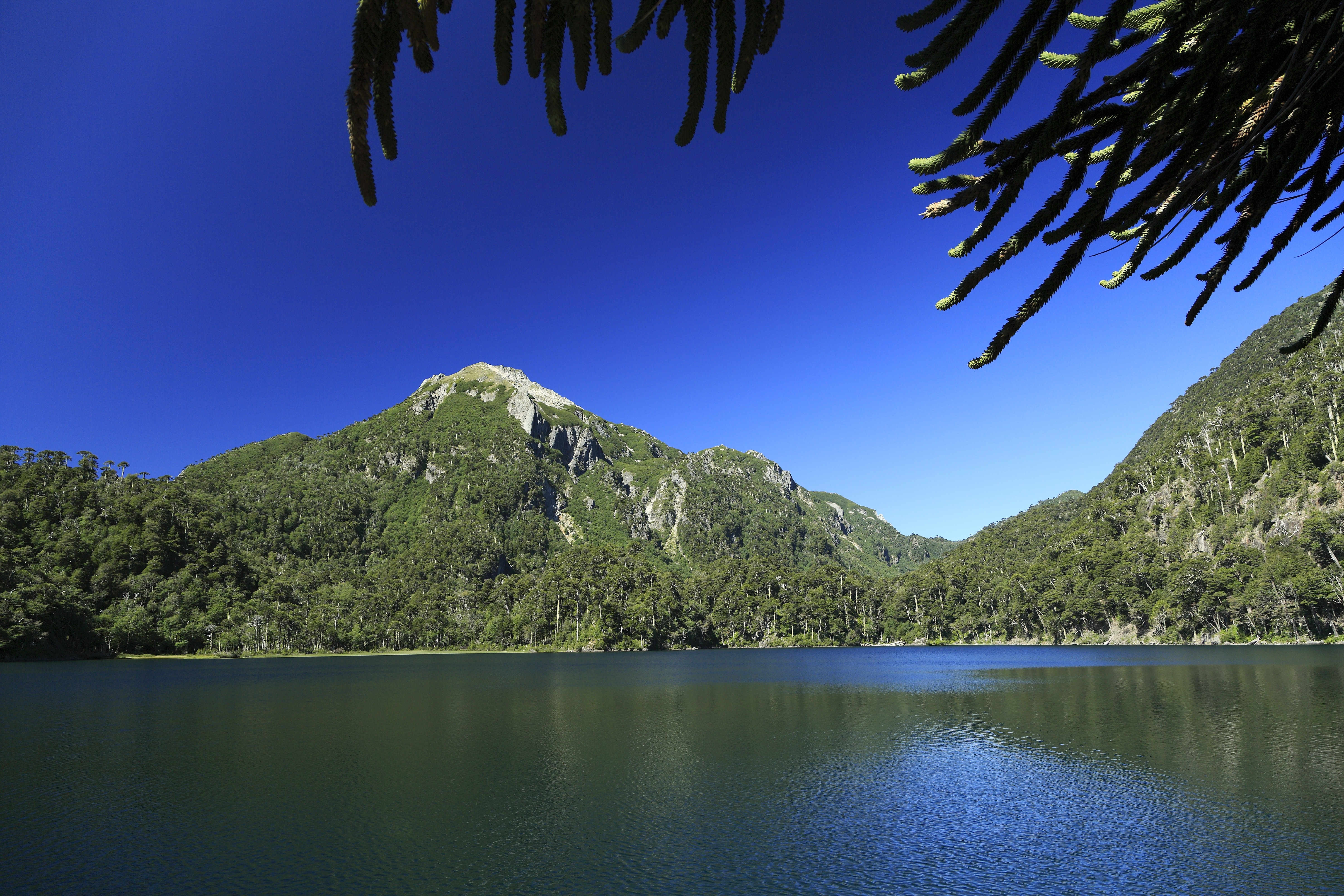
Jezioro Toro

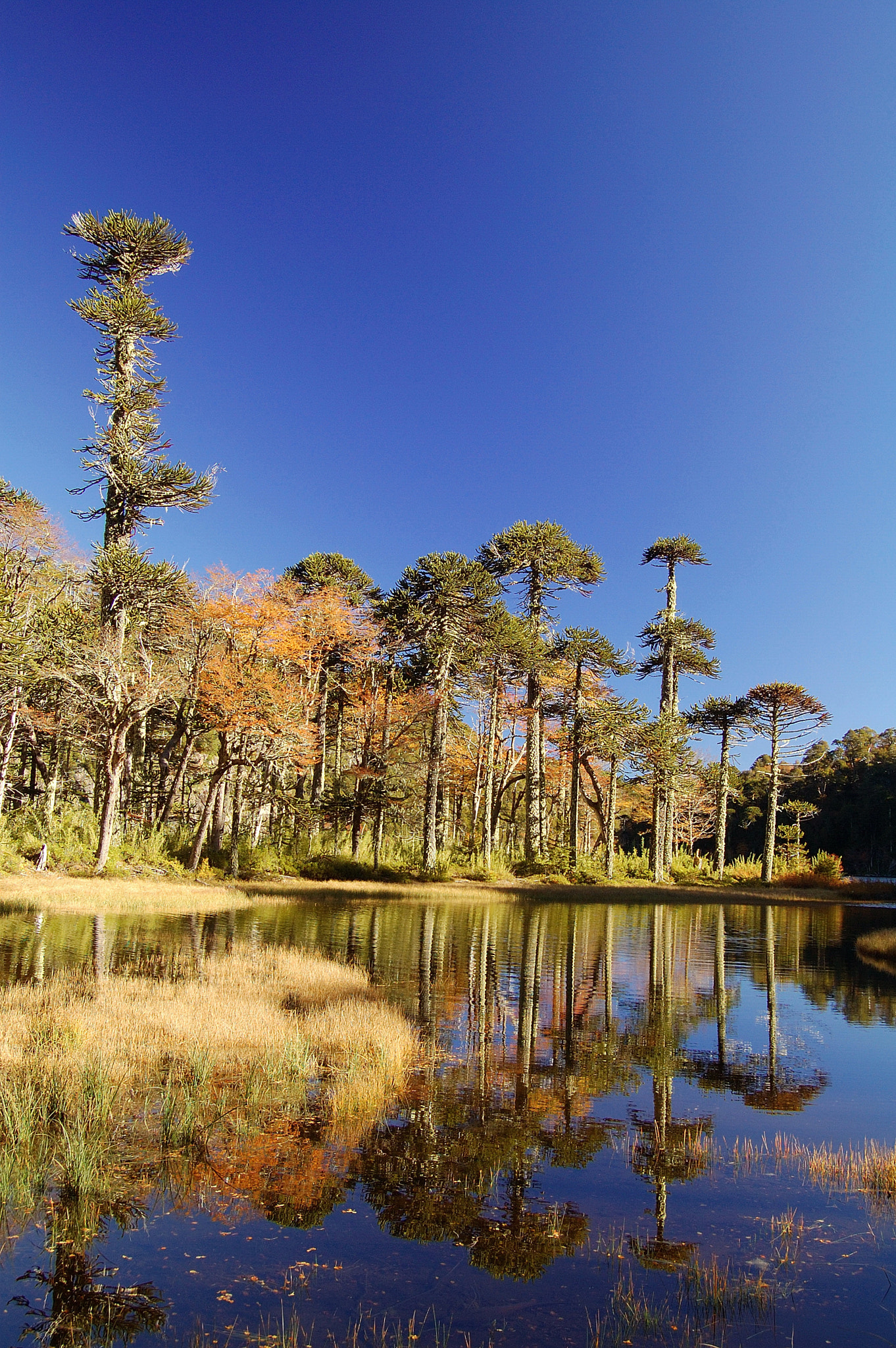
Zagrożona wyginięciem araukaria chilijska

## Opis
Park znajduje się na zachodnich zboczach Andów, na wschód od jeziora Caburgua. Znajduje się tu kilkanaście jezior takich jak np. Verde, Toro, Tinquilco. Najwyższe szczyty to wulkan Nevados de Caburgua (1952 m n.p.m.) i Cerro San Sebastian (1905 m n.p.m.).
Średnia roczna temperatura na terenie parku wynosi +11 °C.

## Flora
Prawie całą powierzchnię parku pokrywają lasy waldiwijskie. Rośnie w nich głównie Nothofagus dombeyi, Saxegothaea conspicua, Nothofagus pumilio i zagrożona wyginięciem araukaria chilijska.

## Fauna
Z ssaków żyją na terenie parku m.in.: nibylis andyjski, puma płowa, skalniczka stokowa, pazurnik większy z podgatunku Chelemys megalonyx microtis, pudu południowy, tukotuko wulkaniczny, grizon mniejszy, krecikomysz długopazurowa, żaglouch górski, irenka andyjska, wiskacza górska. 
Płazy i gady występujące w parku to m.in.: zagrożony wyginięciem gardłoród Darwina, żaby Alsodes nodosus i Hylorina sylvatica, Eupsophus vertebralis, jaszczurki z gatunku Liolaemus altissimus, Liolaemus cyanogaster i Phymaturus palluma, Nannophryne variegata, Pleurodema thaul.
Ptaki to m.in.: narażony na wyginięcie kondor wielki, lustrzynka, krytonos rudogardły, krasnogonka długodzioba.